# Bright Lights, Big City (película)
Bright Lights, Big City es una película dramática de 1988 protagonizada por Michael J. Fox, Kiefer Sutherland y Phoebe Cates, basada en la novela homónima de Jay McInerney. Fue la última película dirigida por James Bridges antes de su muerte en 1993.

## Argumento
Originario de Pennsylvania, Jamie Conway (Michael J. Fox) trabaja como verificador de información para una importante revista de Nueva York, pero por pasar las noches de fiesta junto a su mejor amigo (Kiefer Sutherland) y su frecuente consumo de cocaína, está a punto de ser despedido por su jefa, Clara Tillinghast (Frances Sternhagen). Su esposa, Amanda (Phoebe Cates), una modelo en ascenso, acaba de dejarlo; él todavía no se recupera de la muerte de su madre (Dianne Wiest) hace un año; y está obsesionado con una historia de un tabloide acerca de una mujer embarazada en coma. La película captura parte del caos y decadencia de la vida nocturna de Nueva York durante los años 1980 y al mismo tiempo la vida de un hombre que trata desesperadamente de escapar del dolor de su vida.

## Reparto
- Michael J. Fox - Jamie Conway
- Kiefer Sutherland - Tad Allagash
- Phoebe Cates - Amanda Conway
- Dianne Wiest - Mrs. Conway
- Swoosie Kurtz - Megan
- Frances Sternhagen - Clara
- John Houseman - Mr. Vogel
- Tracy Pollan - Vicky
- Jason Robards - Mr. Hardy
- David Hyde Pierce - Barman